# Pfarrhaus Oerlinghausen
Das evangelische Pfarrhaus an der Alexanderkirche ist ein unter Denkmalschutz stehendes Profangebäude in der Stadt Oerlinghausen im Kreis Lippe (Nordrhein-Westfalen). Das Fachwerkhaus ist mit der Nummer 2 als Baudenkmal in die städtische Denkmalliste eingetragen.

## Geschichte
Das Pfarrhaus wurde im Jahr 1823 auf dem Gelände des ehemaligen Kirchhofs, der die gesamte Kirche umgab, erbaut. Die letzte Bestattung erfolgte dort 1862. Um 1970 war das Gebäude derart baufällig, dass der Vorstand der Evangelischen Kirchengemeinde den Abriss beschloss und den Neubau eines flachgeschossigen Pfarrhauses an gleicher Stelle plante. Es entstand eine heftige Kontroverse über den Erhalt des Gebäudes. Auf Drängen zahlreicher Bürger entschied sich der Stadtrat unter Bürgermeister Dreckshage schließlich für die Renovierung des historischen Pfarrhauses. Aus Landesmitteln wurde ein großzügiger Zuschuss bewilligt und damit die Instandsetzung ermöglicht. Heute erstrahlt das alte Pfarrhaus in neuem Glanz. Es wird für Veranstaltungen der Kirchengemeinde benutzt.